# Селезнівка (селище)
Селезнівка — селище  в Україні, у Алчевській міській громаді, Алчевського району Луганської області. Розташоване в Донецькому басейні над річкою Білою. Знаходиться на тимчасово окупованій території України. 
Населення становить 2 945 мешканців (2001), у 1966 році мешкало 6 800 чоловік. Кам'яновугільна промисловість. У селищі є Палац Мсциховського.

## Географія
Селище міського типу Селезнівка розташоване на річці Білій (басейн Сіверського Дінця). Сусідні населені пункти: селище Ящикове (примикає), села Новоселівка і Красна Зоря (всі три вище за течією Білої) на заході, місто Перевальськ на півночі, селища Бугаївка, Малокостянтинівка і села Троїцьке (всі три нижче за течією Білої) на північному сході, Городнє на сході, Ганнівка, Баштевич на південному сході, селище Радгоспний  на півдні, село Адріанопіль на південному заході.

## Історичні відомості
Виникло у XVII столітті.
За даними на 1859 рік у власницькому селі Селезнівка (Уткіне) Слов'яносербського повіту Катеринославської губернії мешкало 575 осіб (267 чоловіків та 308 жінок), налічувалось 69 дворових господарств.
Станом на 1886 рік в селі Адріанопільської волості мешкало 748 осіб, налічувалось 122 двори, існувало 2 лавки.
Селище постраждало внаслідок геноциду українського народу, вчиненого урядом СРСР у 1932—1933 роках, кількість встановлених жертв — 56 людей.
12 червня 2020 року, відповідно до Розпорядження Кабінету Міністрів України  № 717-р «Про визначення адміністративних центрів та затвердження територій територіальних громад Луганської області», увійшло до складу Алчевської міської громади.
17 липня 2020 року, в результаті адміністративно-територіальної реформи та ліквідації Перевальського району увійшло до складу Алчевського району.

## Культурна спадщина
У селищі розташований палац Мсциховського.

## Постаті
- Дубенко Олександр Васильович — герой СРСР.
- Лобов Олексій Ігорович (1997) — український футболіст, нападник краматорського «Авангарда».

## Також
- Перелік населених пунктів, що постраждали від Голодомору 1932-1933, Луганська область